# Клоз, Филипп
Филипп Клоз (фр. Philippe Close; род. 18 марта 1971, Намюр) — бельгийский государственный и политический деятель. Член Социалистической партии и действующий мэр Брюсселя с 2017 года.

## Биография
Получил юридическое образование в Брюссельском свободном университете. В 2000 году стал представителем Элио Ди Рупо, а в 2001 году стал одним из чиновников в правительстве Брюсселя в должности руководителя аппарата мэра Фредди Тилеманса.
В 2006 году был избран в городской совет Брюсселя, где стал олдерменом. В 2009 году был избран депутатом парламента Брюссельского столичного региона.
В 2013 году считался преемником мэра Брюсселя Фредди Тилеманса, но в итоге уступил должность Ивану Майеру. После финансовых скандалов в 2017 году Иван Майер ушёл в отставку, а его место занял Филипп Клоз.